# Obsidian (Album)
Obsidian ist das 16. Studioalbum der englischen Gothic-Metal-Band Paradise Lost. Es erschien am 15. Mai 2020 bei Nuclear Blast.

## Hintergrund
Obwohl die Besetzung mit dem Vorgängeralbum Medusa identisch ist und auch die Produktion erneut von Jaime Gomez Arellano (Ghost, Ulver, Cathedral, Angel Witch) übernommen wurde, ist das Album stilistisch breitgefächter und dynamischer als die beiden Vorgängerplatten und berücksichtigt einige rockige Elemente, die mit The Sisters of Mercy verglichen wurden.
Mit Fall from Grace und Ghosts wurden am 20. März 2020 sowie am 23. April 2020 zwei Singles veröffentlicht.

## Rezeption
Das Album erreichte mit Platz zwei der deutschen Charts sowie Platz eins der Vinylcharts die bislang höchste Platzierung eines Paradise-Lost-Albums. Der englische Metal Hammer wählte das Album zum elftbesten des Jahres 2020. Der deutsche Metal Hammer wählte das Album zum Album des Jahres 2020. Metal.de schrieb: „Obsidian ist irgendwo zwischen den Extremen der Engländer. Paradise Lost wagen den Spagat zwischen ihrer eigenen gotischen und death-doomigen Vergangenheit, was ihnen mit diesem abwechslungsreichen Album auch gelungen ist!“

## Titelliste
| Nr.          | Titel              | Länge |
| ------------ | ------------------ | ----- |
| 1.           | Darker Thoughts    | 5:46  |
| 2.           | Fall from Grace    | 5:42  |
| 3.           | Ghosts             | 4:35  |
| 4.           | The Devil Embraced | 6:08  |
| 5.           | Forsaken           | 4:30  |
| 6.           | Serenity           | 4:46  |
| 7.           | Ending Days        | 4:36  |
| 8.           | Hope Dies Young    | 4:02  |
| 9.           | Ravenghast         | 5:30  |
| Gesamtlänge: | Gesamtlänge:       | 45:35 |

| Nr.          | Titel          | Länge |
| ------------ | -------------- | ----- |
| 10.          | Hear the Night | 5:34  |
| 11.          | Defiler        | 4:45  |
| Gesamtlänge: | Gesamtlänge:   | 55:54 |

## Charts und Chartplatzierungen
Obsidian erreichte in Deutschland Rang zwei der Albumcharts und musste sich lediglich Wer sagt das?! von Ben Zucker geschlagen geben. Das Album platzierte sich eine Woche in den Top 10 und sechs Wochen in den Top 100. Für die Band ist es das siebte Top-10-Album sowie das 16. Chartalbum in Deutschland. In den deutschen Vinylcharts erreichte das Album die Chartspitze in der Ausgabe Juni 2020.
| ChartsChartplatzierungen     | Höchstplatzierung | Wochen |
| ---------------------------- | ----------------- | ------ |
| Deutschland (GfK)            | 2 (6 Wo.)         | 6      |
| Österreich (Ö3)              | 5 (2 Wo.)         | 2      |
| Schweiz (IFPI)               | 4 (4 Wo.)         | 4      |
| Vereinigtes Königreich (OCC) | 32 (1 Wo.)        | 1      |